# David Philipp
David Lennart Philipp (Amburgo, 10 aprile 2000) è un calciatore tedesco, centrocampista del Monaco 1860.

## Caratteristiche tecniche
È un esterno destro.

## Carriera
Cresciuto nel settore giovanile del Werder Brema, nella stagione 2018-2019 viene promosso nella seconda squadra dove gioca 18 partite di Fußball-Regionalliga segnando 7 reti. Il 14 settembre 2020 viene ceduto in prestito all'ADO Den Haag fino al termine della stagione. Debutta fra i professionisti il 3 ottobre seguente nel match di Eredivisie contro il VVV-Venlo dove segna al 93' la rete del decisivo 2-1.

## Statistiche
Statistiche aggiornate al 6 dicembre 2020.

### Presenze e reti nei club
| Stagione        | Squadra         | Campionato      | Campionato | Campionato | Coppe nazionali | Coppe nazionali | Coppe nazionali | Coppe continentali | Coppe continentali | Coppe continentali | Altre coppe | Altre coppe | Altre coppe | Totale | Totale | Totale |
| Stagione        | Squadra         | Comp            | Pres       | Reti       | Comp            | Pres            | Reti            | Comp               | Pres               | Reti               | Comp        | Pres        | Reti        | Pres   | Reti   |        |
| --------------- | --------------- | --------------- | ---------- | ---------- | --------------- | --------------- | --------------- | ------------------ | ------------------ | ------------------ | ----------- | ----------- | ----------- | ------ | ------ | ------ |
| 2019-2020       | Werder Brema II | RL              | 18         | 7          |                 | -               | -               |                    | -                  | -                  |             | -           | -           | 18     | 7      |        |
| 2020-2021       | ADO Den Haag    | ED              | 7          | 2          | CO              | 1               | 0               |                    | -                  | -                  |             | -           | -           | 8      | 2      |        |
| Totale carriera | Totale carriera | Totale carriera | 25         | 9          |                 | 1               | 0               |                    | -                  | -                  |             | -           | -           | 26     | 9      |        |